# Голубянка алексис
Голубянка алексис (лат. Glaucopsyche alexis) — вид бабочек из семейства голубянки.

## Этимология названия

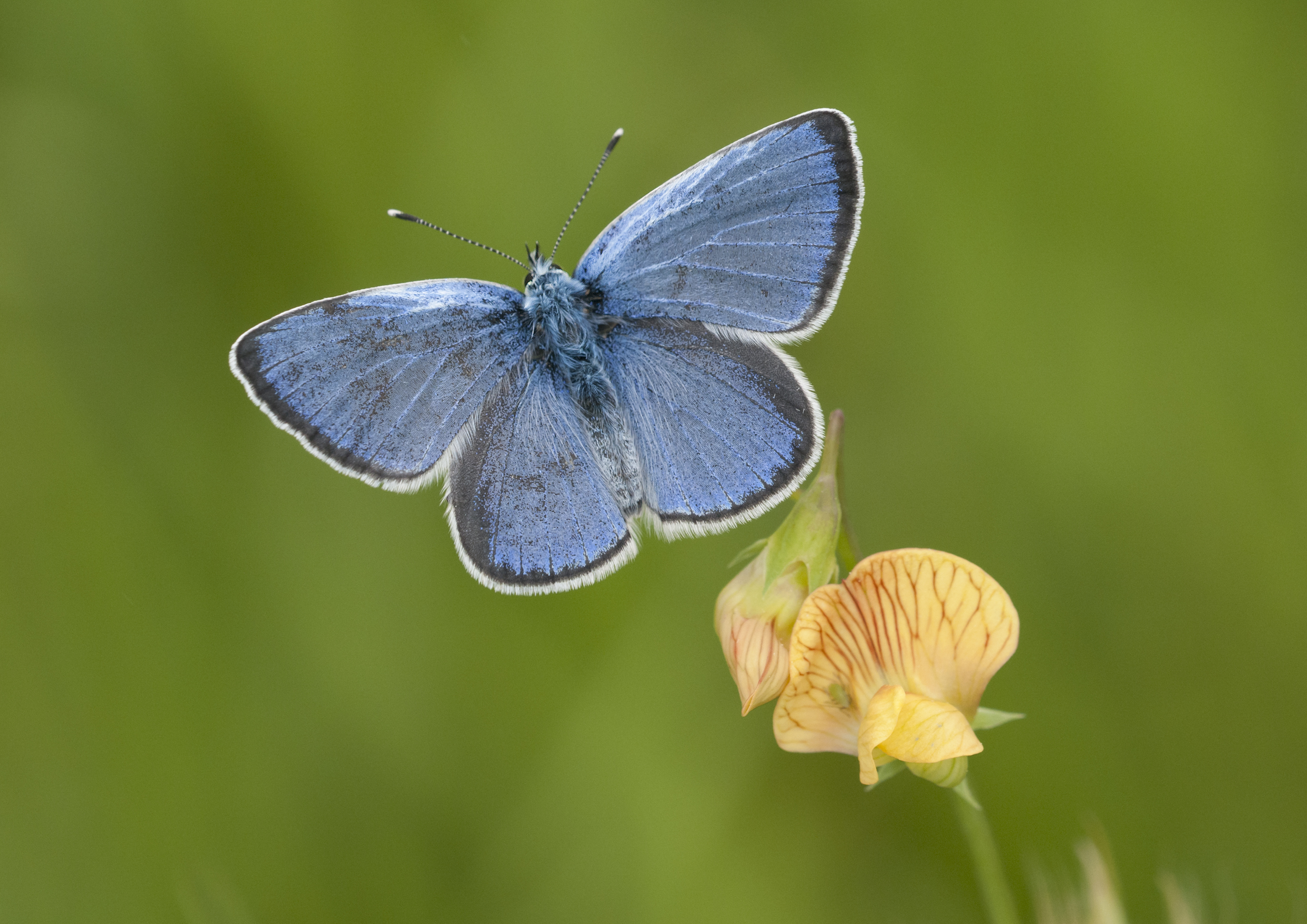

Алексис — пастух и поэт в поэзии Вергилия и Горация.

## Ареал и места обитания
Северо-западная Африка, Европа (кроме крайнего севера), Кавказ, Закавказье, Передняя и Центральная Азия, юг Сибири к востоку до Забайкалья, Казахстан, Монголия, Северо-западный Китай. Вымер в Нидерландах (с 1950) и Великобритании (с 1979) и, вероятно, в Бельгии.
В Восточной Европе вид распространен повсеместно, за исключением крайнего севера. В Прибалтике встречается редко, в Польше — очень локально. на территории Белоруссии вид чаще встречается на юге страны. На Украине встречается на всей территории за исключением некоторых районов лесной зоны и Карпатских гор. В России обычен на юго-востоке европейской части, на юге лесной зоны и севере лесостепи. По долинам крупных рек вид проникает в южную тайгу (Карелия, Тверская область, Ленинградская область и др.). Широко распространен в Северо-западном Казахстане, где обычен в пойме реки Урал. На Большом Кавказе встречается в горах на высотах до высоты 1700 м над ур. м.
В средней полосе бабочки населяют ксерофитные луга по долинам рек, луга различных типов, сухие редколесья и пустоши, просеки, каменистые обнажения, солнечные сухие поляны сосновых лесов, парки. На юге ареала населяет меловые степи, остепненные балки, берега оросительных каналов. На Кавказе встречается в субальпийских высокотравных цветущих лугах.

## Биология

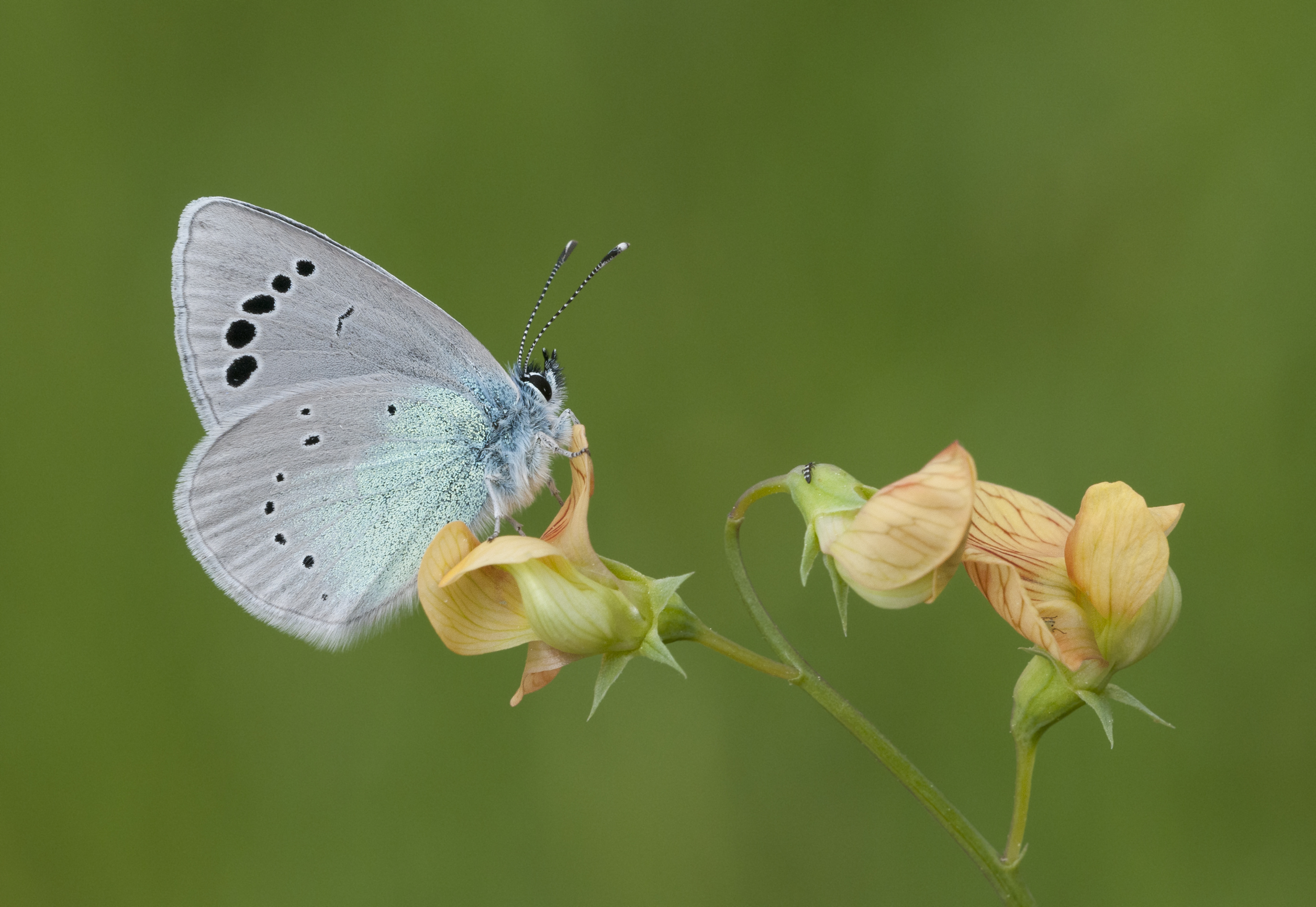

За год развивается в одном поколении. Время лёта с мая (на юге — с конца апреля) по июль — начало августа. Бабочки летают у цветущих зарослей бобовых и крестоцветных растений. Самки откладывают яйца поштучно на цветки и другие части кормовых растений гусениц: астрагал солотколистный, астрагал, вязель разноцветный, дербенник луговой, чина, люцерна, донник лекарственный, эспарцет, тимьян обыкновенный, чабрец, горошек мышиный, горошек заборный, горошек. Появившиеся гусеницы питаются листьями и соцветиям бобовых растений. Являются мирмекофилами и контактируют с различными видами муравьев: Lasius alienus, Formica pratensis, Formica selysi, Formica fusca, Formica cinerea, Formica nemoralis, Formica subrufa, Camponotus aethiops, Camponotus pilicornis, Myrmica scabrinodis, Crematogaster auberti, Tapinoma erraticum. Зимует куколка или гусеницы старшего возраста. Стадия куколки (если зимовка проходит на стадии гусеницы) длится 3-4 недели.

## Замечания по охране
Вид отнесён к категории исчезающих видов в Латвии, Польше, Словакии, Молдове и ряде других государств Европы. Включен в Красные книги Беларуси (3 категория); Московской области, Россия (1998) (1 категория), Восточной Фенноскандии (1998): для Финляндии (1 категория), Дании (1 категория), Германии (2 категория), Швеции (4 категория).
В Красной книге Международного союза охраны природы (МСОП) вид имеет 3 категорию охраны (VU — уязвимый таксон, находящиеся под угрозой исчезновения в перспективе, в силу морфофизиологических и/или поведенческих особенностей, делающих их уязвимыми при любых, даже незначительных, изменениях окружающей среды).
Включен в «Красную книгу Европейских дневных бабочек» с категорией SPEC3 — вид, обитающий как в Европе, так и за ее пределами, но находящийся на территории Европы под угрозой исчезновения.